# Juana Acosta
Juana Acosta, també coneguda com a Juanita Acosta (Cali, 28 de novembre de 1976), és una actriu i model colombiana. Ha treballat en televisió, cinema i teatre, principalment a Colòmbia i Espanya. Va debutar a la televisió l’any 1995 i es va fer coneguda per papers en sèries com Hospital Central, Policías, en el corazón de la calle, El comisario i Hispania, la leyenda. Al cinema, ha participat en títols com Golpe de estadio (1998), Una hora más en Canarias (2010) o Perfectos desconocidos (2018). És parella de l’actor Ernesto Alterio i germana de l’actriu Valentina Acosta.

## Filmografia

### Cinema
- Golpe de estadio (1998), de Sergio Cabrera
- Es mejor ser rico que pobre (1999), de Ricardo Coral
- Kalibre 35 (2000), de Raúl García
- Juegos bajo la luna (2000), de Mauricio Walerstein
- Slam (2003), de Miguel Martí
- Canciones de invierno (2004), de Félix Viscarret
- Diario de un skin (2005), de Jacobo Rispa
- A golpes (2005), de Juan Vicente Córdoba
- WC (2005), de Enio Mejía
- Los 2 lados de la cama (2005), de Emilio Martínez Lázaro
- Bienvenido a casa (2006), de David Trueba
- El asesino del parking (2006), de Isidro Ortiz
- Una hora más en Canarias (2010), de David Serrano.
- El cartel de los sapos (2012), de Carlos Moreno.
- Libertador (2013)
- 11.6 (2013), de Philippe Godeau.
- Cuatro estaciones en La Habana (2015)
- Ola de crímenes (2018)
- Perfectos desconocidos (2018)
- El inconveniente (2020)

### Televisió
- Mascarada (1995)
- La Dama del pantano (1999)
- La reina de Queens (2000)
- Policías, en el corazón de la calle (2001)
- Javier ya no vive solo (2002)
- Hospital Central (2002)
- El comisario (2003)
- Génesis, en la mente del asesino (2006)
- Mujeres Asesinas (2008)
- Hospital Central (2008-2009)
- Adolfo Suarez (2009)
- Crematorio (2010)
- Les beaux mecs (2011) (sèrie francesa)
- Hispania, la leyenda  (2011-2012).
- Familia (2013)
- Los misterios de Laura (2014)
- La dama velata (2014)
- Deux nuits(2014,Postproducció)

### Teatre
- Convulsiones, dirigida per Pavel Nowisky
- Los demonios, dirigida per Pavel Nowisky
- Nuestro pueblo, dirigida per Juan Carlos Corazza